# Водяной ослик
Обыкновенный водяной ослик (лат. Asellus aquaticus) — вид пресноводных ракообразных из отряда равноногих ракообразных.

## Описание
Длина тела взрослого водяного ослика — от 10 до 20 мм. Самцы крупнее самок.
На голове расположены 2 сидячих фасеточных глаза и две пары антенн. Антенны первой пары относительно короткие, антенны второй пары длиной почти с тело. Сильные мандибулы асимметричны (как и у других перакарид), на одной из них (левой) имеется подвижная пластинка. Так называемый хищный отросток мандибул служит для откусывания пищи, а ребристая жевательная поверхность — для её перетирания. Щупик мандибулы четырёхчлениковый. Имеется две пары максилл; первый грудной сегмент, слившийся с головой, несет ногочелюсти.
Грудных ног (торакопод) семь пар — первые три направлены вперед, следующая — в стороны, а остальные три — назад. На передней паре грудных ног есть хватательные ложные клешни. Ноги четвёртой пары у самцов крупнее, чем у самок, и используются при спаривании. На передних четырёх парах грудных ног у самок есть листовидные придатки — оостегиты, образующие выводковую камеру (марсупиум). Брюшные ноги (плеоподы) первых двух пар устроены по-разному у самцов и самок. Ноги первой пары у самок сильно уменьшены, второй — редуцированы полностью. У самцов обе эти пары сильно видоизменены и играют роль копулятивного аппарата. Наружная ветвь (экзоподит) третьей пары брюшных ног преобразован в крышечку, которая прикрывает жаберные придатки — внутреннюю ветвь (эндоподит) третьей пары и ноги 4-5 пар. Задние брюшные конечности (6-я пара) — уроподы, они имеют палочковидные ветви, торчат назад и выполняют чувствительную функцию. Все брюшные сегменты, кроме двух передних, слиты с тельсоном в общий отдел — плеотельсон.

## Размножение
В период размножения самец около недели удерживает самку, находясь на её спине. После этого происходит копуляция; затем самка линяет. Самки откладывают до 100 яиц, которые носят с собой в выводковой сумке. Молодые рачки покидают сумку через 3—6 недель; к этому моменту они становятся похожи на взрослых животных. У зародышей и выходящих из яиц личинок первой стадии (манок) в передней части груди есть особые придатки — возможно, эмбриональные жабры. В выводковой камере личинка проделывает три линьки; затем из камеры выходит уже вполне сформировавшийся молодой водяной ослик.

## Местообитания
Водяной ослик населяет стоячие или слабопроточные внутренние водоёмы. Он питается разлагающимися частями растений, неприхотлив к качеству воды и очень вынослив. Он может прожить некоторое время в воде при очень незначительных концентрациях кислорода или даже в анаэробных условиях. Водяной ослик является индикатором сильно загрязнённых водоёмов, однако может обитать и в заводях озёр, рек и ручьев с достаточно чистой водой. При высыхании водоёмов он зарывается в ил. Водяного ослика можно обнаружить круглый год, в том числе на дне замёрзших водоёмов.

## Образ жизни
Водяные ослики используют свои конечности не для плавания, а для передвижения по дну. Они живут на дне или лазают по водным растениям. Животные выглядят ленивыми, но при опасности они могут быть очень проворны. Они могут сопротивляться сильному течению и путешествовать против течения. В водоёмах со скоростью течения больше чем 5 см в секунду они надолго не поселяются. Дело в том, что при такой скорости течения не хватает отложений мёртвых частей растений как источника питания для водяных осликов.
Продолжительность жизни около 1 года.
Как и другие виды макробентоса, они часто служат в пищевой цепи кормом для рыб. При этом они могут быть переносчиками акантоцефалёза рыб, если они заражены скребнями (Acanthocephala). Водяными осликами питаются и многие виды хищных беспозвоночных — пиявки, водные клопы и др.

## Охрана
Некоторые подвиды имеют статус угрожаемых:
 Asellus aquaticus carniolicus, эндемик Словении.
 Asellus aquaticus cavernicolus, встречающийся только в Италии и Словении.
 Asellus aquaticus cyclobranchialis, эндемик Словении.